# توماس کپ
توماس کپ (انگلیسی: Thomas Koep؛ زادهٔ ۱۵ سپتامبر ۱۹۹۰) دوچرخه‌سوار اهل آلمان است.